# Eriocaulon mulanjeanum
Eriocaulon mulanjeanum là một loài thực vật có hoa trong họ Eriocaulaceae. Loài này được S.M.Phillips mô tả khoa học đầu tiên năm 1996.